# Gyroflexus
Gyroflexus is een monotypisch geslacht van schimmels uit de orde Hymenochaetales. Het bevat alleen Gyroflexus brevibasidiatus. De familie is nog niet met zekerheid bepaald (incertae sedis).